# Quercus shumardii
Quercus shumardii е вид растение от семейство Букови (Fagaceae). Видът е незастрашен от изчезване.

## Разпространение
Quercus shumardii е роден за крайбрежната равнина на Атлантическия океан, предимно от Северна Каролина до Северна Флорида и на запад до централен Тексас. Разпространен е на север в долината на река Мисисипи до централна Оклахома, източната част на Канзас, Мисури, южната част на Илинойс, Индиана, западната и южната част на Охайо, Кентъки и Тенеси. Среща се също на север в южната част на Мичиган, южната част на Пенсилвания, Мериленд, западен Ню Йорк и в крайната южна част на Онтарио, Канада.